# Dicrostonyx
Dicrostonyx (копитний лемінг чи комірцевий лемінг)  — рід ссавців з родини Arvicolidae (за іншими класифікаціями — підродини Arvicolinae родини хом'якові, Cricetidae). Dicrostonyx проживають в Сибіру, Північній Канаді, Алясці. Етимологія: дав.-гр. δι- — «двічі», κέρας — «ріг», ὄνυξ — «нігті».

## Фізичні характеристики
Dicrostonyx мають довжину голови й тіла 100–157 мм, довжину хвоста 10—20 мм, вага 30—112 грамів. Влітку хутро залежно від виду сіре, бежеве або коричневе; взимку — чисто біле. Це тварини кремезної статури, які взимку стають істотно більшими.

## Поведінка
Вони використовують влітку нори, які вони риють у тундровому ґрунті. Це до шести метрів тунель, який веде до встеленої травою гніздової камери діаметром 15 см. Взимку вони роблять тунелі лише в снігу. Їх їжею влітку є трави, квіти і фрукти, взимку кора, гілки і бруньки.

## Види
- Dicrostonyx groenlandicus — Аляска, пн. Канада, Гренландія
- Dicrostonyx hudsonius — Канада (Лабрадор, Ньюфаундленд, Нунавут, Квебек)
- Dicrostonyx nelsoni — Аляска
- Dicrostonyx nunatakensis — Юкон
- Dicrostonyx richardsoni — Канада (Нунавут, Манітоба, Північно-Західні території)
- Dicrostonyx torquatus — північ Росії
- Dicrostonyx unalascensis — США (Алеутські острови, Аляска)